# Weingartenhöhle
Die Weingartenhöhle befindet sich in Hagen im Buchenwald des Geschützten Landschaftsbestandteils Volmeabstieg an der Volme. Sie ist 215 m lang und 64 m tief.